# Harvard Medical School
Harvard Medical School – amerykańska wyższa szkoła medyczna, stanowiąca jeden z dziewięciu wydziałów Harvard University. Od wielu lat znajduje się w czołówce szkół medycznych na świecie. Zarówno w 2010, jak i w 2011 zajęła pierwsze miejsce w rankingu miesięcznika U.S. News & World Report prezentującym najlepsze amerykańskie wyższe szkoły medyczne w zakresie badań naukowych.
W 2012 na Harvard Medical School uczy się 705 studentów na studiach lekarskich magisterskich (M.D.), 147 na stomatologicznych magisterskich (D.M.D.), 556 na studiach doktorskich (Ph.D.), oraz 155 na łączonych (M.D. – Ph.D. program).
Pierwszy rok na Harvard Medical School składa się zwykle z 165 studentów medycyny, oraz 35 stomatologii. Po egzaminie wstępnym, studenci całego roku są dzieleni na 5 grup noszących imię sławnych absolwentów Harvard Medical School. Większość studentów pierwszorocznych mieszka w Vanderbilt Hall, znajdującym się naprzeciwko szkoły. M.D.-Ph.D program pozwala uzyskać tytuł M.D. na Harvard Medical School, oraz Ph.D na innym wydziale Harvardu, bądź na Massachusetts Institute of Technology. Nauka w tej szkole jest wyjątkowa, ponieważ w dużym stopniu opiera się na studium przypadku.
HMS jest trzecią najstarszą szkołą medyczną w Stanach Zjednoczonych. Została założona 19 września 1782 przez Johna Warerena, Benjamina Waterhouse i Aarona Dextera. Pierwsze wykłady zostały poprowadzone w piwnicy Ratusza w Harvardzie, a następnie w Kaplicy Holdena. Uroczyste odebranie dyplomów pierwszego rocznika, złożonego zaledwie z dwóch osób, odbyło się w 1788.

## Laureaci Nagrody Nobla związani ze szkołą
Piętnastu badaczy pracujących na Harvard Medical School jest laureatami Nagrody Nobla. W sumie, za pracę w laboratoriach Harvard Medical School zdobyli 9 nagród Nobla (8 z fizjologii lub medycyny, oraz 1 Pokojową Nagrodę Nobla). Byli to:
- George Minot William Murphy – (Fizjologia lub Medycyna, 1934), za odkrycia związane z leczeniem wątroby w przypadkach anemii
- Fritz Lipmann – (Fizjologia lub Medycyna, 1953) za odkrycie koenzymu A i jego pośredniczącej roli w metabolizmie
- John Enders, Frederick Chapman Robbins* oraz Thomas Huckle Weller – (Fizjologia lub Medycyna, 1954) za odkrycie zdolności wirusa polio do wzrostu w kulturach różnych typów tkanek
- Baruj Benacerraf – (Fizjologia lub Medycyna, 1980) za ich odkrycia dotyczące determinowanych genetycznie struktur na powierzchni komórek, które regulują odpowiedzi immunologiczne
- David H. Hubel oraz Torsten Wiesel – (Fizjologia lub Medycyna, 1981) za odkrycia dotyczące przekazywania informacji w układzie wzrokowym
- Herbert Abrams, Eric Chivian oraz James Muller – (Pokojowa Nagroda Nobla, 1985) nagroda dla ruchu Lekarze przeciw Wojnie Nuklearnej, który został zapoczątkowany przez pracowników HMS
- Joseph Murray – (Fizjologia lub Medycyna, 1990) za odkrycia dotyczące transplantacji narządów i komórek w leczeniu ludzkich chorób (razem z E. Donnall Thomas z Fred Hutchinson Cancer Research Center)
- Linda B. Buck** – (Fizjologia lub Medycyna, 2004) za odkrycia związane z receptorami węchowymi i organizacją układu węchowego (razem z Richard Axel z Columbia University)
- Jack Szostak – (Fizjologia lub Medycyna, 2009) za odkrycie, jak chromosomy są chronione przez telomery i enzym telomerazę (razem z Elizabeth Blackburn z University of California oraz Carol Greider z Johns Hopkins University)

## Znani absolwenci
- Christian Anfinsen – biochemik
- Tenley Albright – łyżwiarka figurowa
- Walter Bradford Cannon – psycholog
- Stanley Cobb – neurolog i psychiatra
- Michael Crichton – lekarz, pisarz i scenarzysta
- Harvey Cushing – twórca neurochirurgii
- Bill Frist – Senator (1995–2007)
- Charles Brenton Huggins – chirurg, laureat nagrody Nobla w 1966 roku
- Ernest Gruening – polityk
- Dean Hamer – genetyk
- Lawrence Joseph Henderson – biochemik
- Oliver Wendell Holmes Sr. – pisarz
- William James – psycholog i filozof
- Elliott P. Joslin – diabetolog
- Charles Krauthammer – publicysta, laureat nagrody Pulitzera
- Aristides Leão – biolog
- Joseph Murray – chirurg, przeprowadził pierwszą operację przeszczepu nerki
- Morton Prince – neurolog i psychiatra, jeden z założycieli czasopisma Journal of Abnormal Psychology, twórca Harvard Psychological Clinic
- James Sumner – chemik, laureat nagrody Nobla z chemii w 1946 roku
- E. Donnall Thomas – lekarz, laureat nagrody Nobla w dziedzinie medycyny w 1990 roku
- Mark Vonnegut – pisarz, pediatra
- Joseph Warren – generał podczas wojny o niepodległość Stanów Zjednoczonych
- Paul Dudley White – kardiolog
- Robert J. White – neurochirurg, przeprowadził pierwszy przeszczep głowy na małpie w 1970 roku